# Wellington United Association Football Club
Maillots
Le Wellington United AFC est un club néo-zélandais de football basé à Wellington.

## Historique
- 1954 : fondation du club sous le nom de Zealandia FC
- 1964 : le club est renommé Wellington United
- 1968 : fusion avec Diamond FC en Wellington Diamond United
- 1986 : fusion avec Wellington City en Wellington United

## Palmarès
- Championnat de Nouvelle-Zélande
  - Champion : 1976, 1981, 1985

- Coupe de Nouvelle-Zélande
  - Finaliste : 1974, 1991

## Anciens joueurs
- Wynton Rufer